# Crystal Castles

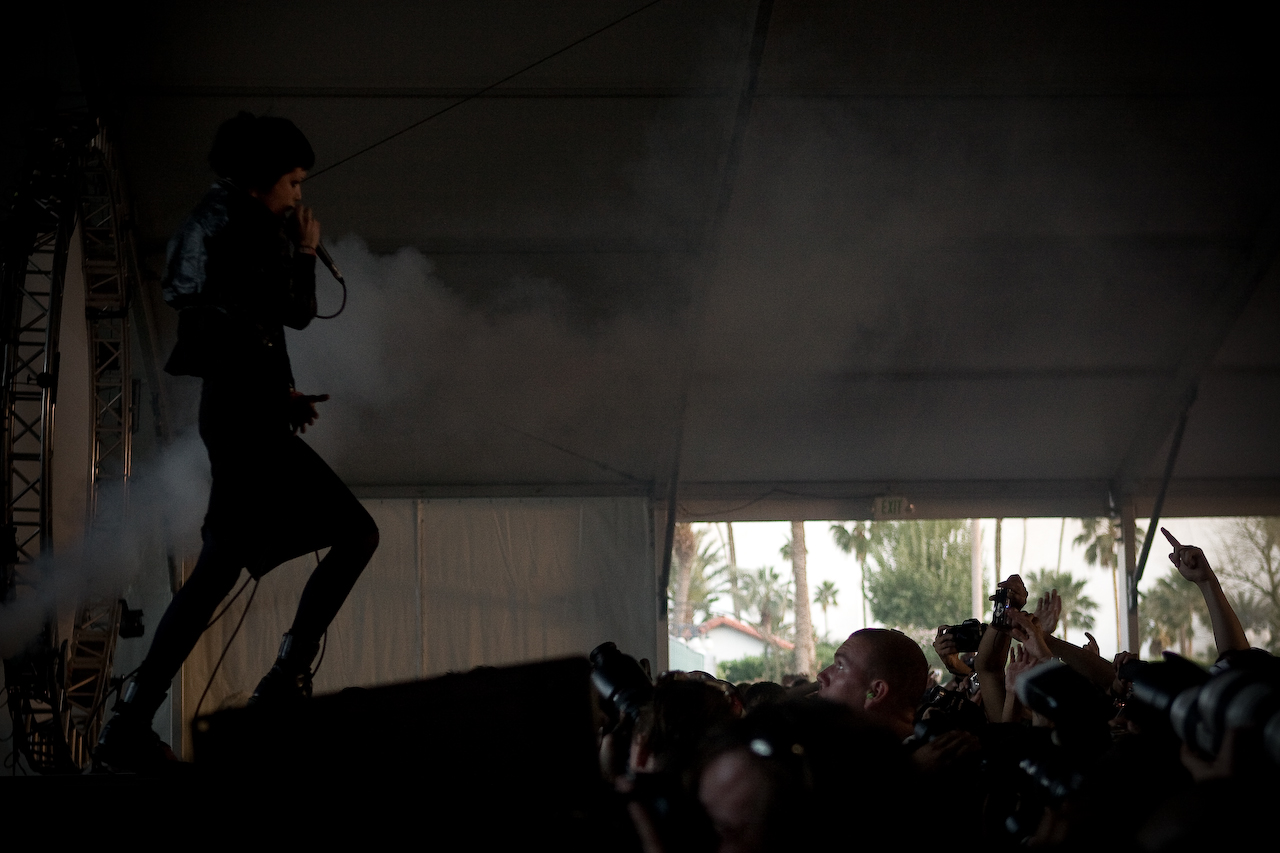
Crystal Castles 2009

Crystal Castles este o formație de muzică electronică experimentală formată în 2003 la Toronto, Ontario, de către textierul și producătorul Ethan Kath. Crystal Castles este cunoscută pentru concertele live haotice și pentru producțiile melancolice. 
Primul lor album, Crystal Castles, a fost lansat în 2008 și inclus în lista NME „Top 100 cele mai mari albume ale deceniului” pe poziția 39.
În 2010 cel de-al doilea lor album, intitulat (II), a intrat în Billboard 200, și include primele single-uri care au întrat în topuri din întreaga lume, precum „Not In Love”, în colaborare cu Robert Smith al The Cure. Albumul s-a bucurat de recenzii pozitive și a fost inclus în mai multe topuri ale criticilor din anul 2010. Crystal Castles a mai câștigat premiul John Peel pentru Inovație la Premiile Shockwaves NME 2011. Trupa a mai fost nominalizată și la trei premii canadiene ale Juno.
Al treilea album, intitulat (III), a fost lansat pe 12 noiembrie 2012 fiind cel mai share-uit album din 2012 pe Tumblr and și primul pe The Hype Machine. Acesta includea 4 single-uri: „Plague”, „Wrath of God”, „Sad Eyes” și „Affection”.

## Videoclipuri
| An   | Titlu              | Regizor                    |
| ---- | ------------------ | -------------------------- |
| 2007 | "Crimewave"        | The Beta Movement          |
| 2007 | "Air War"          | Mitch Stratton             |
| 2008 | "Magic Spells"     | Video Marsh                |
| 2008 | "Courtship Dating" | Marc Pannozzo              |
| 2008 | "Crimewave"        | BBC                        |
| 2010 | "Celestica"        | Rob Hawkins                |
| 2010 | "Baptism"          | Rob Hawkins, Marc Pannozzo |
| 2012 | "Suffocation"      | Ethan Kath, Marc Pannozzo  |
| 2012 | "Plague"           | Ivan Grbin                 |
| 2013 | "Sad Eyes"         | Rob Hawkins, Marc Pannozzo |
| 2013 | "Affection"        | Ethan Kath, Stephen Agnew  |

## Legături externe
- Site web oficial
- Pagină oficială de facebook